# Giải Hoa Đỉnh
Hoa Đỉnh là giải thưởng nghệ thuật Trung Quốc được tổ chức từ năm 2007. Sau đó được tổ chức năm 2009 một lần, từ đó trở đi mỗi năm 2 lần (trừ năm 2013 tổ chức 3 lần). Giải thưởng hiện bao gồm "Khảo sát hài lòng về hình ảnh công chúng của các nghệ sĩ biểu diễn toàn cầu", "Khảo sát hài lòng về phim Trung Quốc" và "Khảo sát hài lòng về 100 phim truyền hình hàng đầu Trung Quốc". Cuộc khảo sát có thẩm quyền này do cơ quan nghiên cứu giải trí địa phương nổi tiếng Lianxin phối hợp tổ chức, mời các cơ quan khảo sát có thẩm quyền từ Hoa Kỳ, Vương quốc Anh, Pháp, Hàn Quốc, Nhật Bản và các quốc gia khác đồng tổ chức với 500 phim điện ảnh và truyền hình, ca sĩ và các các diễn viên tại 21 quốc gia và khu vực đại diện trên thế giới. 

## Lịch sử
Ngày 17 tháng 12 năm 2007, giải được tổ chức lần đầu tiên tại Bắc Kinh.
Lần thứ 10, 11 Hoa Đỉnh lần lượt được tổ chức ở Ma Cao và Hollywood .
Vào ngày 1 tháng 6 năm 2014, lễ trao giải Hoa Đỉnh lần thứ 12 được tổ chức tại Ricardo Montalbán Theatre ở Hollywood.
Vào ngày 15 tháng 12 năm 2017, lễ trao giải Hoa Đỉnh lần thứ 21 được tổ chức tại Ace Hotel, Los Angeles. 

## Các buổi lễ
Có bốn buổi lễ chính được tổ chức trong khuôn khổ Lễ trao giải Hoa Đỉnh:
- Lễ trao giải Hoa Đỉnh về khảo sát mức độ hài lòng với phim Trung Quốc (中国 电影 满意 度 调查 发布 盛典) - Phim
  - Lần thứ 5, 9, 12, 16, 20, 21 được tổ chức theo nghi lễ này.

- Lễ trao giải Hoa Đỉnh "The Night of Cadillac" về khảo sát mức độ hài lòng về các bộ phim truyền hình 100 phim truyền hình được yêu thích nhất (中国 百强 电视剧 满意 度 调查 盛典) - Truyền hình
  - Lần thứ 4, 6, 8, 13, 17, 19 đều thuộc nghi lễ này.

- Lễ trao giải đêm Hoa Đỉnh về khảo sát hình ảnh công chúng về người nổi tiếng biểu diễn ở Trung Quốc (演藝 名人 滿意 度 調查) - Phim, Truyền hình, Ca nhạc
  - Lần thứ 1, 2, 3, 7, 10, 15, 18 đều thuộc nghi lễ này.

- Lễ trao giải đêm Hoa Đỉnh về khảo sát mức độ hài lòng về âm nhạc toàn cầu (华鼎 奖 全球 音乐 满意 度 调查 颁奖 盛典) - Âm nhạc
  - Lần thứ 11 và 14 thuộc nghi lễ này.

## Giải thưởng

### Lần thứ 1 (2007)
| Hạng mục                                                          | Người đoạt giải |
| ----------------------------------------------------------------- | --- |
| Hoa Đỉnh lần 1 diễn ra vào ngày 17 tháng 12 năm 2007 tại Bắc Kinh | |
| Nữ diễn viên xuất sắc nhất khu vực Hồng Kông/Đài Loan             | Triệu Nhã Chi |
| Nam diễn viên xuất sắc nhất khu vực Hồng Kông/Đài Loan            | Tô Hữu Bằng |
| Nữ diễn viên xuất sắc nhất khu vực Đại lục                        | Triệu Vy |
| Nam diễn viên xuất sắc nhất khu vực Đại lục                       | Trần Đạo Minh |
| Diễn viên nhạc kịch xuất sắc nhất                                 | Thái Minh |
| Thành tựu đặc biệt                                                | Bộc Tồn Hân |
| Hoạt động công ích                                                | Ôn Triệu Luân, Lý Băng Bằng, Phú Đại Long, Đường Nhất Phi |
| Niên độ người nổi tiếng                                           | Triệu Nhã Chi, Khương Côn, Bành Lệ Viện, Thành Long, Bộc Tồn Hân                                                                                                 |
| Diễn viên có diễn xuất được tôn kính                              | Bành Lệ Viện, Tống Tổ Anh, Lý Song Giang, Khương Côn, Hoàng Hoành, Đường Kiệt Trung, Vương Hiểu Đường, Vương Phức Lệ, Bộc Tồn Hân, Đường Quốc Cương, Vương Cương |
| Diễn viên được khán giả bình chọn                                 | Triệu Vy, Châu Tấn, Tôn Lệ, Đổng Khiết, Miêu Phố, Trần Kiến Bân, Tưởng Cần Cần                                                                                   |
| Diễn viên xuất sắc do khán giả bình chọn                          | Tô Hữu Bằng, Trần Khôn, Nhiếp Viễn, Hoàng Hải Băng, Diêm Ni, Sa Dật                                                                                              |
| Phim truyền hình xuất sắc nhất                                    | Sĩ Binh đột lích |
| Đoàn thể xuất sắc nhất                                            | Tổng chính văn công đoàn |
| Ca khúc hay nhất                                                  | Bằng Mê - Tô Hữu Bằng |

### Lần thứ 2 (2009)
| Hạng mục                                                         | Người đoạt giải   |
| ---------------------------------------------------------------- | ----------------- |
| Hoa Đỉnh lần 2 diễn ra vào ngày 23 tháng 3 năm 2009 tại Bắc Kinh |                   |
| Diễn viên nổi tiếng nhất                                         | Vương Bảo Cường   |
| Diễn viên hình tượng xuất sắc nhất                               | Hầu Diệu Hoa      |
| Diễn viên múa nổi tiếng nhất                                     | Thai Lệ Hoa       |
| Ca sĩ nổi tiếng nhất                                             | Đàm Tinh          |
| Diễn viên phim điện ảnh và truyền hình nổi tiếng                 | Đường Quốc Cường  |
| Diễn viên hý kịch nổi tiếng nhất                                 | Hàn Tái Phân      |
| Người dẫn chương trình nổi tiếng nhất                            | Bạch Nham Tùng    |
| Đạo diễn nổi tiếng nhất                                          | Phùng Tiểu Cương  |
| Diễn viên truyền hình xuất sắc nhất                              | Trương Giám       |
| Nữ diễn viên mới xuất sắc nhất                                   | Bạch Băng         |
| Nam diễn viên mới xuất sắc nhất                                  | Trương Nhất Sơn   |
| Nữ diễn viên xuất sắc nhất                                       | Vương Thục Linh   |
| Nam diễn viên xuất sắc nhất                                      | Củng Hán Lâm      |
| Nữ diễn viên niên độ phổ biến                                    | Lã Vy             |
| Ca sĩ trình bày ca khúc xuất sắc nhất                            | —                 |
| Nữ dẫn chương trình xuất sắc nhất                                | Đổng Khanh        |
| Nam dẫn chương trình xuất sắc nhất                               | Tào Khả Phàm      |
| Nữ dẫn chương trình tin tức xuất sắc nhất                        | Hứa Qua Huy       |
| Nam dẫn chương trình tin tức xuất sắc nhất                       | Thôi Vĩnh Nguyên  |
| Giải thưởng đặc biệt                                             | La Kinh           |
| Nữ diễn viên điện ảnh độ phổ biến                                | Mã Y Lợi          |
| Nam diễn viên điện ảnh niên độ phổ biến                          | Trương Hàm Dư     |
| Nữ đạo diễn xuất sắc nhất                                        | Mã Lệ Văn         |
| Nam đạo diễn xuất sắc nhất                                       | Cao Hi Hi         |
| Nữ diễn viên hý kịch xuất sắc nhất                               | Thường Thu Nguyệt |
| Nam diễn viên hý kịch xuất sắc nhất                              | Diệp Thiểu Lan    |
| Diễn viên múa trình diễn xuất sắc nhất                           | Lưu Nham          |
| Nam diễn viên có niên độ vũ đạo phổ biến                         | Hoàng Đậu Đậu     |
| Phim truyền hình xuất sắc nhất                                   | Sấm Quan Đông     |
| Phim điện ảnh xuất sắc nhất                                      | Mai Lan Phương    |

### 2010[5]

#### Lần thứ 3
| Hạng mục                                          | Người đoạt giải |
| ------------------------------------------------- | --- |
| Hoa Đỉnh 3 diễn ra vào ngày 29 tháng 5 năm 2010   | |
| Nam diễn viên truyền hình nổi tiếng nhất          | Đỗ Thuần |
| Nữ diễn viên nổi tiếng nhất                       | Đổng Đông |
| Nam ca sĩ nổi tiếng nhất                          | Trần Dịch Tấn |
| Nữ ca sĩ xuất sắc nhất                            | Dung Tổ Nhi |
| Nam diễn viên điện ảnh xuất sắc nhất              | Trần Khôn (Họa bì (phim 2008))                                                                                            |
| Nữ diễn viên điện ảnh xuất sắc nhất               | Châu Tấn (Suy đoán của Lý Mễ (phim điện ảnh))                                                                             |
| Nam diễn viên truyền hình xuất sắc nhất           | Tôn Hồng Lôi (Lurk) |
| Nữ diễn viên truyền hình xuất sắc nhất            | Diêu Thần (Lurk) |
| Nam đạo diễn xuất sắc nhất                        | Lục Xuyên |
| Nữ đạo diễn xuất sắc nhất                         | Từ Tĩnh Lôi |
| Diễn viên hài nổi tiếng nhất                      | Vu Khôi Trí |
| Diễn viên múa nổi tiếng nhất                      | Trương Kế Cương |
| Diễn viên biểu diễn xuất sắc nhất                 | Kim Châu |
| Diễn viên hoạt động tốt nhất                      | Chu Vỹ |
| Nam diễn viên kịch nói xuất sắc nhất              | Vương Bình |
| Nữ diễn viên kịch nói xuất sắc nhất               | Vương Dung Dung |
| Nữ diễn viên múa xuất sắc nhất                    | Chu Nghiễn |
| Nam diễn viên múa xuất sắc nhất                   | Trần Duy Á |
| Nam diễn viên truyền hình xuất sắc nhất           | Chu Quân |
| Nữ diễn viên truyền hình xuất sắc nhất            | Từ Xuân Ni, Đồ Kinh Vĩ |
| Nam dẫn chương trình xuất sắc nhất                | Phan Đào |
| Nữ dẫn chương trình xuất sắc nhất                 | Lô Tú Phương |
| Thành tích xuất sắc nhất                          | Triệu Bổn Sơn, Tư Cầm Cao Oa                                                                                              |
| Thành tựu đặc biệt                                | Hồ Nhất Hổ |
| Nữ dẫn chương trình thành tựu đặc biệt            | Phí Tiệp |
| Người dẫn chương trình truyền hình xuất sắc nhất  | Thôi Vĩnh Nguyên |
| Nghệ sĩ xuất sắc nhất                             | Hoàng Hoành |
| Nhà sản xuất phim xuất sắc nhất                   | Hàn Tam Bình |
| Biên kịch xuất sắc nhất                           | Trương Giám |
| Giải do sinh viên bình chọn                       | Purba Rgyal |
| Giải do người nổi tiếng bình chọn                 | Lưu Hiểu Khánh |
| Hoạt động công ích                                | Diêm Ni |
| Hoạt động công ích (Chủ công ty kinh doanh)       | Phí Tiệp |
| Người nổi tiếng xuất sắc nhất                     | Thường Bắc Điền |
| Hoạt động xã hội                                  | Phó Tân Bác |
| Hoạt động xã hội (Người dẫn chương trình)         | Thôi Vĩnh Nguyên |
| Hoạt động xã hội (Người nổi tiếng)                | Điềm Tinh |
| Ngôi sao giá trị nhất                             | Tiểu Trầm Dương |
| Ngôi sao có sức hút nhất                          | Lý Vịnh |
| Người nổi tiếng giá trị nhất                      | Phùng Tiểu Cương |
| Thành tựu trọn đời                                | Lý Mặc Nhiên, Thịnh Tiệp, Bành Tùng, Tạ Thiết Li, Vương Côn, Thường Bảo Hoa, Trương Thụy Phương, Viên Khoát Thành         |
| Diễn viên xuất sắc nhất do người hâm mộ bình chọn | Lưu Nham, Lý Thiếu Hồng, Trần Duy Á, Diêm Duy Văn, Trần Bảo Quốc, Hồ Mai, Đường Quốc Cường, Tăng Chí Vĩ, Phùng Tiểu Cương |

#### Lần thứ 4
| Hạng mục                                            | Người đoạt giải |
| --------------------------------------------------- | --- |
| Hoa Đỉnh 4 diễn ra vào 13 tháng 11 năm 2010         | |
| Phim truyền hình xuất sắc nhất                      | Đi về phía tây |
| Phim cách mạng xuất sắc nhất                        | Giải phóng |
| Phim cách mạng hiện đại xuất sắc nhất               | Tên anh tôi là |
| Phim cổ trang chủ đề xuất sắc nhất                  | Tân Tam Quốc Diễn Nghĩa |
| Phim truyền thuyết xuất sắc nhất                    | Thần thoại |
| Phim thần tượng truyền cảm hứng xuất sắc nhất       | Tuổi trẻ của tôi |
| Phim tình cảm xuất sắc nhất                         | Tôi là một ngọn cỏ |
| Phim thành thị xuất sắc nhất                        | Thời đẹp nhất của con gái |
| Phim làng quê xuất sắc nhất                         | Câu chuyện tình quê hương |
| Nam diễn viên xuất sắc nhất                         | Tôn Hồng Lôi (Lurk) |
| Nữ diễn viên xuất sắc nhất                          | Diêu Thần (Lurk) |
| Nam diễn viên phụ xuất sắc nhất                     | Tổ Phong (Lurk) |
| Nữ diễn viên phụ xuất sắc nhất                      | Vương Tĩnh (Đi về phía tây) |
| Đạo diễn xuất sắc nhất                              | Trương Lê (Con đường đúng đắn) |
| Kịch bản xuất sắc nhất                              | Vương Lệ Bình (Thời đẹp nhất của con gái) |
| Nhạc nền xuất sắc nhất                              | Hàn Lỗi |
| Nam diễn viên phim cách mạng hiện đại xuất sắc nhất | Trương Quốc Cường (Người đứng đầu trung đoàn của tôi) (Tên anh tôi là)                                                                                |
| Nữ diễn viên phim cách mạng hiện đại xuất sắc nhất  | Kha Lam (Con đường đúng đắn) |
| Nam diễn viên hài xuất sắc nhất                     | Cao Á Luân |
| Phim truyền hình thành tích xuất sắc                | Trương Giám |
| Nữ diễn viên hài xuất sắc nhất                      | Diêm Ni |
| Nam diễn viên xuất sắc nhất đề tài cổ trang         | Hầu Dũng (Đại Tần đế quốc) |
| Nữ diễn viên xuất sắc nhất đề tài cổ trang          | Viên Lập (Bản lĩnh Kỷ Hiểu Lam 4) |
| Nam diễn viên xuất sắc nhất đề tài thành thị        | Trương Gia Dịch (Oa Ký) |
| Nữ diễn viên xuất sắc nhất đề tài thành thị         | Trần Kiều Ân |
| Nam diễn viên xuất sắc nhất chủ đề huyền thoại      | Hồ Ca (Thần thoại) |
| Nữ diễn viên xuất sắc nhất chủ đề huyền thoại       | Chu Dương |
| Nam diễn viên xuất sắc nhất phim thần tượng         | Lý Quang Khiết (Nhật ký Đỗ La La) |
| Nữ diễn viên xuất sắc nhất phim thần tượng          | Tả Tiểu Thanh |
| Nam diễn viên xuất sắc nhất                         | Lưu Tiểu Quang (Câu chuyện tình quê hương) |
| Diễn viên xuất sắc nhất chủ đề làng quê             | Vu Nguyệt Tiên (Câu chuyện tình quê hương) |
| Nam diễn viên xuất sắc nhất chủ đề tình cảm         | N/a |
| Nữ diễn viên xuất sắc nhất chủ đề tình cảm          | Chu Dương |
| Diễn viên múa xuất sắc nhất                         | Hà Nhuận Đông |
| Thành tích xuất sắc nhất                            | Đường Quốc Cường, Tưởng Văn Lệ |
| Phim truyền hình được quan tâm nhất                 | Trước bình minh |
| Diễn viên được khán giả yêu thích                   | Phú Đại Long, Khương Vũ, Lưu Tiểu Phong, Sa Dật, Trương Quang Bắc, Phan Việt Minh, Tiểu Trầm Dương, Trần Đạo Minh                                     |
| Nữ diễn viên được khán giả yêu thích                | Kim Sảo Sảo, Bạch Băng, Xa Vĩnh Lị, Cao Bảo Bảo, Thạch Hào, Mã Dĩ, Vương Nhá Tiệp, Nhan Bính Yến, Diêu Thiên Vũ, Hải Thanh, Phạm Băng Băng, Thái Minh |

### 2011[6]

#### Lần thứ 5
| Hạng mục                                                        | Người đoạt giải                                                                                                |
| --------------------------------------------------------------- | --- |
| Hoa Đỉnh lần 5 diễn ra vào ngày 1 tháng 3 năm 2011 tại Bắc Kinh | |
| Phim tiếng Trung xuất sắc nhất                                  | Đường Sơn đại địa chấn                                                                                         |
| Phim nước ngoài xuất sắc nhất                                   | Avatar |
| Phim xuất sắc nhất                                              | Đại nghiệp kiến quốc                                                                                           |
| Đạo diễn xuất sắc nhất                                          | Phùng Tiểu Cương (Đường Sơn đại địa chấn)                                                                      |
| Nữ diễn viên điện ảnh xuất sắc nhất                             | Từ Phàm (Đường Sơn đại địa chấn)                                                                               |
| Nam diễn viên điện ảnh xuất sắc nhất                            | Chân Tử Đan (Diệp Vấn 2)                                                                                       |
| Nữ diễn viên phụ xuất sắc nhất                                  | Lâm Tâm Như (Phi Thường Hoàn Mỹ)                                                                               |
| Nam diễn viên phụ xuất sắc nhất                                 | Tạ Đình Phong (Thập nguyệt vi thành)                                                                           |
| 10 diễn viên xuất sắc nhất do khán giả bình chọn                | Lưu Hiểu Khánh, Lý Thần, Tầm Lan, Diêu Địch, Bạch Băng, Bạch Tĩnh, Vương Lạc Đan, Khương Thụy Giai, Vệ Thi Nhã |
| Nhạc phim xuất sắc nhất                                         | Tát Đỉnh Đỉnh (Cẩm Y Vệ)                                                                                       |
| Diễn viên được mong đợi nhất                                    | Hàn Canh |
| Ngôi sao xuất sắc nhất (Bảng Xanh lá cây)                       | Trần Đức Sâm, Cổ Cự Cơ                                                                                         |
| Nam/Nữ diễn viên xuất sắc nhất (Đề tài phim tình cảm)           | Diêu Thần (Love in Cosmo)                                                                                      |
| Nam/Nữ diễn viên xuất sắc nhất (Đề tài phim giả tưởng)          | Thái Trác Nghiên (Phong Vân II)                                                                                |
| Nam/Nữ diễn viên xuất sắc nhất (Đề tài Phim Hài)                | Chung Hân Đồng (Xuất thủy phù dung)                                                                            |
| Nam diễn viên phim điện ảnh xuất sắc nhất                       | Quách Phú Thành (Kẻ sát nhân)                                                                                  |
| Thành tựu nổi bật                                               | Vương Gia Vệ, Chương Tử Di                                                                                     |

#### Lần thứ 6
| Hạng mục                                               | Người đoạt giải |
| ------------------------------------------------------ | --- |
| Hoa Đỉnh 6 diễn ra vào 8 tháng 12 năm 2011             | |
| Phim truyền hình xuất sắc nhất                         | Trước bình minh |
| Đạo diễn xuất sắc nhất                                 | Diêm Kiến Cương (Đất Trung Quốc) |
| Nam diễn viên truyền hình xuất sắc nhất                | Ngô Tú Ba (Trước bình minh) |
| Nữ diễn viên truyền hình xuất sắc nhất                 | Trần Sổ (Ngũ sắt) |
| Nam diễn viên phụ xuất sắc nhất (Phim Dân quốc)        | Tổ Phong (Kỳ bào) |
| Nữ diễn viên xuất sắc nhất (Phim Dân quốc)             | Mã Tô (Kỳ bào) |
| Nữ diễn viên phụ xuất sắc nhất                         | Đặng Tụy Văn (Tân Hoàn Châu cách cách) |
| Biên kịch xuất sắc nhất                                | Từ Kỉ Chu, Phùng Kỳ, Trương Lỗi (永不磨滅的番號) |
| Nhạc phim xuất sắc nhất                                | Cung dưỡng ái tình (Dương Mịch, Hà Thịnh Minh) |
| Nam diễn viên phim thần tượng xuất sắc nhất            | Lâm Chí Dĩnh (Nhật Kí Xem Mặt Của Công Chúa Độc Thân) |
| Nữ diễn viên phim thần tượng xuất sắc nhất             | Vương Tâm Lăng (Tình vẫn còn đây) |
| Nam diễn viên xuất sắc nhất (Phim thần thoại)          | Cao Vỹ Quang (Tân Ngọc Quan Âm) |
| Nữ diễn viên xuất sắc nhất (Phim thần thoại)           | Chung Hân Đồng (Linh châu) |
| Nam diễn viên hài xuất sắc nhất                        | Hà Thịnh Minh (Happy Mother-in-Law, Pretty Daughter-in-Law) |
| Nữ diễn viên hài xuất sắc nhất                         | Ứng Thế Nhi (Phòng tuần bộ) |
| Nam diễn viên xuất sắc nhất (Phim cận đại)             | Phan Việt Minh (Tracking Knights Phantom) |
| Nữ diễn viên mới xuất sắc nhất                         | Mục Đình Đình (Thủy Hử) |
| Nam diễn viên xuất sắc nhất (Phim hiện đại, thành thị) | Wang Xiaoli |
| Nữ diễn viên xuất sắc nhất (Phim hiện đại, thành thị)  | Yan Xuejing |
| Nam diễn viên xuất sắc nhất (Phim đương đại)           | — |
| Nữ diễn viên xuất sắc nhất (Phim đương đại)            | Jiang Hongbo (The Age of Iron) |
| Diễn viên do khán giả bình chọn                        | Lý Tông Hàn, Đào Hồng, Tiểu Trầm Dương, Lưu Lị Lị, Tân Bách Thanh, Tô Lệ, Phùng Viễn Chin, Vu Nguyệt Tiên, Lô Kỳ, Nhan Bính Yến                                         |
| 10 phim truyền hình xuất sắc nhất                      | Hướng Đông, Nhà vuông n lần, Country Love Symphony, Nam nhân bang, Đám cưới nghèo, Báo tuyết, Tôi là một người lính đặc biệt, Đất Trung Quốc, 永不磨滅的番號, Bằng Súng |
| Hãng sản xuất phim xuất sắc nhất                       | Shenzhen Government Office, Shenzhen Media Group, Huaxia Yingjiemo Baoyuan                                                                                              |

### 2012[7]

#### Lần thứ 7
| Hạng mục                                                  | Người đoạt giải |
| --------------------------------------------------------- | --- |
| Hoa Đỉnh 7 diễn ra ngãy 4 tháng 7 năm 2012 tại Bắc Kinh   | |
| Xuất sắc nhất châu Á                                      | Thành Long |
| Thành tích xuất sắc                                       | Cát Ưu, Lưu Hiểu Khánh |
| Nam diễn viên điện ảnh xuất sắc nhất                      | Tạ Đình Phong (Nghịch Chiến) |
| Diễn viên điện ảnh xuất sắc nhất                          | Đồng Đại Vỹ |
| Diễn viên điện ảnh nổi tiếng nhất                         | Trịnh Gia Dĩnh |
| Giải thưởng Thành tựu trọn đời năm 2012                   | Chúc Hi Quyên, Tần Di, Tạ Phương, Bàng Học Cần, Kim Địch,Điền Hoa, Vương Hiểu Đường, Vương Đan Phụng, Trần Cường, Trương Thụy Phương |
| Nam nữ ca sĩ xuất sắc nhất Trung Quốc                     | Tôn Nam, Trịnh Vỹ Kỳ |
| Ca sĩ nổi tiếng nhất Trung Quốc                           | Hàn Hồng |
| Người dẫn chương trình xuất sắc nhất Trung Quốc           | Trần Dung |
| Người dẫn chương trình nổi tiếng nhất Trung Quốc          | Dương Lan |
| Nam nữ diễn viên hý kịch xuất sắc nhất Trung Quốc         | Đỗ Trấn Kiệt, Mao Uy Đào |
| Diễn viên hý kịch nổi tiếng nhất Trung Quốc               | Phùng Viễn Chinh |
| Nam nữ diễn viên hài xuất sắc nhất Trung Quốc             | Quách Đức Cương, Mã Tăng Huệ |
| Diễn viên hý khúc xuất sắc nhất Trung Quốc                | Đan Điền Phương |
| Nam nữ diễn viên xuất sắc nhất Trung Quốc                 | Hoàng Đậu Đậu, Vương Á Bân |
| Diễn viên múa xuất sắc nhất Trung Quốc                    | Dương Lệ Bình |
| Nam nữ đạo diễn xuất sắc nhất Trung Quốc                  | Hoàng Kiến Tân, Lý Ngọc |
| Nam diễn viên trẻ xuất sắc nhất châu Á                    | Jung ll-woo (PANCAKE) |
| Danh dự - Giải thưởng Xúc tiến Văn hóa Hữu nghị Trung-Đức | Ina-Alice Klopp |
| Nam nữ diễn viên xuất sắc nhất châu Á                     | Pong, Phạm Văn Phương |
| Nam nữ ca sĩ nổi tiếng nhất châu Á                        | Tào Cách, Tát Đỉnh Đỉnh |
| Đạo diễn nổi tiếng nhất châu Á                            | Joseph Cedar |
| Nghệ thuật Biểu diễn Châu Á                               | ATSUSHI, Lý Trinh Hiền, Trương Gia Huy                                                                                               |

#### Lần thứ 8
| Hạng mục                                                    | Người đoạt giải |
| ----------------------------------------------------------- | --- |
| Hoa Đỉnh 8 diễn ra ngày 10 tháng 12 năm 2012 tại Thượng Hải | |
| Diễn viên do khán giả bình chọn                             | Hứa Á Quân, Thiệu Mỹ Kỳ, Trầm Xuân Dương,Lưu Lị Lị, Tôn Thuần, Tư Cầm Cao Oa, Lý Lập Quần, Lưu Hữu Khánh, Trương Gia Dịch, Lý Tiểu Lộ |
| Nam diễn viên truyền hình xuất sắc nhất                     | Trần Kiến Bân (Hậu cung Chân Hoàn truyện) Trương Gia Dịch (Vách đá) |
| Nữ diễn viên truyền hình xuất sắc nhất                      | Hồ Hạnh Nhi (Tòa án lương tâm) Lý Tiểu Lộ (Cuộc chiến giữa hai bà mẹ) |
| Nam diễn viên xuất sắc nhất (Cổ trang)                      | Ngô Kỳ Long (Người tình ánh trăng - Bộ bộ kinh tâm: Lệ) |
| Nữ diễn viên xuất sắc nhất (Cổ trang)                       | Chung Hân Đồng (Võ Tắc Thiên bí sử) |
| Nam diễn viên xuất sắc nhất                                 | Lý Thần (Tuổi trẻ Bắc Kinh) |
| Nữ diễn viên xuất sắc nhất                                  | Mã Tô (Tuổi trẻ Bắc Kinh) |
| Nam diễn viên xuất sắc nhất chủ đề cách mạng hiện đại       | Khương Vũ (誓言今生) |
| Nữ diễn viên xuất sắc nhất chủ đề cách mạng hiện đại        | Đường Nhất Phi (Bất khả chiến bại) |
| Nam diễn viên xuất sắc nhất chủ đề thần thoại               | Hồ Ca (Hiên Viên kiếm - Thiên Chi Ngân) |
| Nữ diễn viên xuất sắc nhất chủ đề thần thoại                | Vivienne Liu (Xiang Dong Shi Da Hai) |
| Nam diễn viên xuất sắc nhất chủ đề cận đại                  | Giả Nãi Lượng (Cuộc chiến giữa hai bà mẹ) |
| Nữ diễn viên xuất sắc nhất chủ đề cận đại                   | Jiang Shan (The Forties Détiny) |
| Nam diễn viên xuất sắc nhất chủ đề hiện đại                 | Tống Tiểu Bảo |
| Nữ diễn viên xuất sắc nhất chủ đề hiện đại                  | Tống Xuân Lệ |
| Biên kịch xuất sắc nhất                                     | Bào Kình Kình (Phù trầm) |
| Đạo diễn xuất sắc nhất                                      | Triệu Bảo Cương (Tuổi trẻ Bắc Kinh) |
| Công ty sản xuất phim xuất sắc nhất                         | Tangren Media - Người tình ánh trăng, Bộ bộ kinh tâm, Hiên Viên kiếm - Thiên chi ngân Benshan Media - Cherry, Countryside Love Beijing TV Art Center - Hậu cung Chân Hoàn truyện Nguyên Bảo Bắc Kinh - Tuổi trẻ Bắc Kinh, Nam nhân bang SMG Pictures - The Brink |
| Phim truyền hình xuất sắc nhất                              | Vách đá |
| Nam diễn viên mới xuất sắc nhất                             | Vương Lôi |
| Nữ diễn viên mới xuất sắc nhất                              | Dĩnh Nhi |
| Nam diễn viên nổi tiếng nhất                                | Ngô Kỳ Long |
| Nữ diễn viên nổi tiếng nhất                                 | Lưu Thi Thi |
| Nữ diễn viên phụ xuất sắc nhất                              | Phó Nghệ Vỹ (Thiên nhai minh nguyệt đao) |
| Nam diễn viên phụ xuất sắc nhất                             | Trình Dục (Vách đá) |
| Thành tựu xuất sắc                                          | Lý Tuyết Kiện, Hề Mỹ Quyên |
| Phim tryền hình được mong đợi nhất năm 2013                 | Đầu bài, Hướng tới chiến thắng, Hương thôn ái tình biến tấu khúc, Hảo gia hỏa, Bảo bối |

### 2013[8]

#### Lần thứ 9
| Hạng mục                                     | Người đoạt giải                                                     |
| -------------------------------------------- | ------------------------------------------------------------------- |
| Hoa Đỉnh 9 diễn ra vào 10 tháng 4 năm 2013   |                                                                     |
| Nam diễn viên điện ảnh xuất sắc nhất         | Tạ Đình Phong (Viên đạn biến mất) Trương Gia Huy (Võ đài tranh đấu) |
| Nữ diễn viên điện ảnh xuất sắc nhất          | Phạm Băng Băng (Nhị Thứ Bộc Quang)                                  |
| Nam diễn viên phụ xuất sắc nhất              | Đỗ Văn Trạch (Sau ánh hào quang)                                    |
| Nữ diễn viên phụ xuất sắc nhất               | Phạm Hiểu Huyên (Thính phóng giả)                                   |
| Phim điện ảnh xuất sắc nhất                  | Chiến tranh lạnh                                                    |
| Đạo diễn xuất sắc nhất                       | Thành Long (Nhị Thứ Bộc Quang)                                      |
| Nam diễn viên được truyền thông săn đón nhất | Vương Bảo Cường                                                     |
| Nữ diễn viên được truyền thông săn đón nhất  | Angelababy                                                          |
| Diễn viên mới xuất sắc nhất                  | Zhang Lanxin                                                        |
| Đạo diễn mới xuất sắc nhất                   | Từ Tranh (Lạc lối ở Thái Lan)                                       |
| Biên kịch xuất sắc nhất                      | Law Chi-leung, Yeung Sin-ling (Viên đạn biến mẩt)                   |
| Chỉ đạo võ thuật xuất sắc nhất               | Thành Long, Thành Gia Bang (Nhị Thứ Bộc Quang)                      |
| Nhạc nền xuất sắc nhất                       | Lý Đại Mạt, Cát Khắc Tuyển Dật                                      |
| Phương tiện truyền thông quan tâm nhất       | Trương Vỹ (Thái cực quyền: Anh hùng bá đạo)                         |
| Hãng phim xuất sắc nhất                      | Emperor Motion Pictures, Polybona Films                             |
| Phim hoạt hình xuất sắc nhất                 | Kuiba                                                               |
| Phim ngắn xuất sắc nhất                      | Phụ thân                                                            |
| Nghệ sĩ chuyển giới xuất sắc nhất            | Tiểu Thẩm Dương                                                     |
| Diễn viên nước ngoài xuất sắc nhất           | Lee Byung-hun                                                       |
| Thành tựu hàng năm                           | Deanie Ip                                                           |
| Thành tựu trọn đời                           | Raymond Chow                                                        |

#### Lần thứ 10
| Hạng mục                                               | Người đoạt giải                  |
| ------------------------------------------------------ | -------------------------------- |
| Hoa Đỉnh lần 10 diễn ra vào 7 tháng 10 năm 2013        |                                  |
| Nam dẫn chương trình xuất sắc nhất Trung Quốc          | Lý Vịnh                          |
| Nữ dẫn chương trình xuất sắc nhất Trung Quốc           | Ngô Tiểu Lị                      |
| Đạo diễn mới xuất sắc nhất Trung Quốc                  | Tiết Hiểu Lộ                     |
| Nam diễn viên mới xuất sắc nhất thế giới               | Booboo Stewart                   |
| Nữ diễn viên mới xuất sắc nhất thế giới                | Laura Weissbecker                |
| Nam diễn viên Nhà Hát xuất sắc nhất Trung Quốc         | Huỳnh Thu Sinh                   |
| Nữ diễn viên Nhà Hát xuất sắc nhất Trung Quốc          | Hứa Tình                         |
| Nam diễn viên Opera xuất sắc nhất Trung Quốc           | Phùng Củng                       |
| Nữ diễn viên Opera xuất săc nhất Trung Quốc            | Lưu Lan Phương                   |
| Nam vũ công xuất sắc nhất Trung Quốc                   | Sa Hạp Tuấn Nam                  |
| Nữ vũ công xuất sắc nhất Trung Quốc                    | Vương Khải Mẫn                   |
| Vũ công xuất sắc nhất thế giới                         | 安東尼-塔拉吳噶、裡查蒙-塔拉吳噶 |
| Nữ diễn viên múa xuất sắc nhất thế giới                | Sharon Stone                     |
| Nam diễn viên truyền hình xuất sắc nhất Trung Quốc     | Lâm Phong                        |
| Nữ diễn viên phim truyền hình xuất sắc nhất Trung Quốc | Trần Pháp Lạp                    |
| Nam diễn viên truyền hình xuất sắc nhất thế giới       | Matthew Pery                     |
| Nữ diễn viên truyền hình xuất sắc nhất thế giới        | Michelle Dockery                 |
| Nam ca sĩ xuất sắc nhất Trung Quốc                     | Lâm Chí Huyền                    |
| Nữ ca sĩ xuất sắc nhất Trung Quốc                      | Hoàng Ỷ San                      |
| Ca sĩ xuất sắc nhất thế giới                           | Avril Lavigne                    |
| Nhóm nhạc xuất sắc nhất thế giới                       | Girls' Generation                |
| Nam diễn viên kịch nói xuất sắc nhất Trung Quốc        | Chang Dong                       |
| Nữ diễn viên kịch nói xuất sắc nhất Trung Quốc         | Chen Cheng                       |
| Diễn viên hành động xuất sắc nhất thế giới             | Sam Worthington                  |
| Nam diễn viên điện ảnh xuất sắc nhất Trung Quốc        | Trương Gia Huy                   |
| Nữ diễn viên điện ảnh xuất sắc nhất Trung Quốc         | Chương Tử Di                     |
| Nam diễn viên xuất sắc nhất thế giới                   | Nicolas Cage                     |
| Nữ diễn viên xuất sắc nhất thế giới                    | Nicole Kidman                    |
| Diễn viên được truyền thông quan tâm nhất              | Tống Tiểu Bảo                    |
| Nam diễn viên xuất sắc nhất                            | Tiểu Da Lệ Sa                    |
| Đạo diễn xuất sắc nhất Trung Quốc                      | Lâm Siêu Hiên                    |
| Đạo diễn xuất sắc nhất thế giới                        | Quentin Tarantino                |
| Thành tựu trọn đời Trung Quốc                          | Lưu Hiểu Khánh                   |
| Thành tựu trọn đời toàn cầu                            | Jeremy Irons                     |

#### Lần thứ 11
| Hạng mục                                                  | Người đoạt giải                |
| --------------------------------------------------------- | ------------------------------ |
| Hoa Đỉnh lần thứ 11 diễn ra vào ngày 18 tháng 12 năm 2013 |                                |
| Album xuất sắc nhất                                       | Ngô Kiến Hào                   |
| Ca khúc quản bá xuất sắc nhất                             | Brighest Star in the Night Sky |
| Ca sĩ mới xuất sắc nhất                                   | Jike Junyi, Zhang Hengyuan     |
| Ca sĩ, nhạc sĩ xuất sắc nhất                              | Trần Sở Sinh                   |
| Nhạc sĩ xuất sắc nhất                                     | Jonathan Lee                   |
| Giải khán giả bình chọn                                   | Tát Đỉnh Đỉnh, Cổ Cự Cơ        |
| Ban nhạc xuất sắc nhất                                    | Black Panther                  |
| Nhóm nhạc xuất sắc nhất                                   | BY2                            |
| Nữ ca sĩ xuất sắc nhất                                    | Thượng Văn Tiệp                |
| Nam ca sĩ xuất sắc nhất                                   | Tôn Nam                        |
| Ban nhạc mới xuất sắc nhất thế giới                       | Dent May                       |
| Nữ ca sĩ nổi tiếng nhất thế giới                          | Carly Rae Jepsen               |
| Nam ca sĩ xuất sắc nhất thế giới                          | Adam Lambert                   |
| Thành tựu trọn đời Trung Quốc                             | Jin Tielin                     |
| Giải đóng góp đặc biệt                                    | Shi Guangnan                   |

### 2014[9]

#### Lần thứ 12
được tổ chức vào 1/6/2014 tại Los Angeles, Hoa Kỳ
|Nam diễn viên điện ảnh xuất sắc nhất
|Huỳnh Hiểu Minh (Những giấc mơ Mỹ ở Trung Quốc)
|-
|Nữ diễn viên điện ảnh xuất sắc nhất
|Chương Tử Di (Nhất đại tông sư)
|-

#### Lần thứ 13
| Hạng mục                                                                             | Người đoạt giải                                                                                            |
| ------------------------------------------------------------------------------------ | --- |
| Đứng thứ nhất trong cuộc khảo sát về mức độ hài lòng của phim truyền hình Trung Quốc | Đả Cẩu Bổng                                                                                                |
| Đạo diễn xuất sắc nhất                                                               | Liu Jiang (Chúng Ta Kết Hôn Đi)                                                                            |
| Biên kịch xuất sắc nhất                                                              | Guo Jingyu , Dai Junqing , Xiao Shaoquan (Đả Cẩu Bổng)                                                     |
| Nam diễn viên truyền hình xuất sắc nhất                                              | Trần Bảo Quốc                                                                                              |
| Nữ diễn viên truyền hình xuất sắc nhất                                               | Đồng Lệ Á                                                                                                  |
| Nam diễn viên phụ xuất sắc nhất                                                      | La Gia Lương (Tinh trung Nhạc Phi)                                                                         |
| Nữ diễn viên phụ xuất sắc nhất                                                       | Zhang Kaili (Chúng Ta Kết Hôn Đi)                                                                          |
| Nam diễn viên mới xuất sắc nhất                                                      | Lưu Hoan - Little Daddy                                                                                    |
| Nữ diễn viên mới xuất sắc nhất                                                       | Wang Li Ke - Cha Song                                                                                      |
| Nam diễn viên chính xuất sắc nhất (phim truyền hình dân quốc)                        | Cao Bingkun - Shen Tou                                                                                     |
| Nữ diễn viên chính xuất sắc nhất (phim truyền hình dân quốc)                         | Giang Nhất Yến - Cành hoa cánh bướm/ Thượng Hải Những Ngày Cũ                                              |
| Nam diễn viên chính xuất sắc nhất (phim truyền hình cổ trang)                        | Lưu Khải Uy - Hoạ bì 2                                                                                     |
| Nữ diễn viên chính xuất sắc nhất (phim truyền hình cổ trang)                         | Thái Thiếu Phân - Thâm cung nội chiến II                                                                   |
| Nam diễn viên chính xuất sắc nhất (phim truyền hình đương đại)                       | Song Xiaobao - Cherry Red                                                                                  |
| Nữ diễn viên chính xuất sắc nhất (phim truyền hình đương đại)                        | Lưu Đào - Tuổi già                                                                                         |
| Diễn viên nổi tiếng nhất Trung Quốc trên các phương tiện truyền thông                | Tư Cầm Cao Oa                                                                                              |
| Giải thưởng thành tựu xuất sắc hàng năm trong phim truyền hình Trung Quốc            | Weizi |
| Top 10 ngôi sao truyền hình được yêu thích nhất                                      | Đồng Lệ Á, Trần Bảo Quốc, Lý Lập Quần, Zeng Jiang, Fan Ming, Yue Lina, Chen Zhaorong, Wang Zhifei, Wang Ji |
| Nhà sản xuất phim truyền hình xuất sắc nhất                                          | Liu Hui - Countryside Love Liu Xiaona - Chen Yun                                                           |
| Nhạc phim truyền hình hay nhất                                                       | See (看見) (See Without Looking OST) - Tan Jing                                                            |
| Cơ quan sản xuất phim truyền hình xuất sắc nhất                                      | Công ty TNHH Văn hóa Truyền hình và Điện ảnh Perfect World (Bắc Kinh)                                      |
| Nam diễn viên xuất sắc nhất thế giới                                                 | Orlando Bloom                                                                                              |
| Nữ diễn viên xuất sắc nhất thế giới                                                  | Halle Berry                                                                                                |
| Phim xuất sắc nhất thế giới                                                          | Quá nhanh quá nguy hiểm 6                                                                                  |
| Đạo diễn xuất sắc nhất thế giới                                                      | Gilmore Del Toro (Siêu đại chiến)                                                                          |
| Nam diễn viên phụ xuất sắc nhất thế giới                                             | Jeremy Renner                                                                                              |
| Thành tựu trọn đời toàn cầu                                                          | Hans Zimmer                                                                                                |

### 2015

#### Lần thứ 14
| Hạng mục                                           | Người đoạt giải |
| -------------------------------------------------- | --------------- |
| Hoa Đỉnh lần 15 diễn ra ngày 18 tháng 1 năm 2015   |                 |
| Vũ công xuất sắc nhất Trung Quốc                   | Chu Hàm         |
| Người dẫn chương trình xuất sắc nhất Trung Quốc    | Lật Khôn        |
| Đạo diễn xuất sắc nhất Trung Quốc                  | Thái Nhạc Huân  |
| Ca sĩ nổi tiếng nhất Trung Quốc                    | Diêu Bối Na     |
| Nam diễn viên truyền hình xuất sắc nhất Trung Quốc | Lâm Phong       |
| Nữ diễn viên truyền hình xuất sắc nhất Trung Quốc  | Xa Thi Mạn      |
| Nam diễn viên điện ảnh xuất sắc nhất Trung Quốc    | Chân Tử Đan     |
| Nữ diễn viên điện ảnh xuất sắc nhất Trung Quốc     | Huỳnh Thánh Y   |
| Vũ công xuất sắc nhất thế giới                     | Lê Nặc          |
| Ca sĩ xuất sắc nhất thế giới                       | Vương Lực Hoành |
| Ban nhạc xuất sắc nhất thế giới                    | Super Junior    |
| Đạo diễn phim xuất sắc nhất thế giới               | Michael Mann    |
| Nam diễn viên truyền hình xuất sắc nhất thế giới   | Kim Soo Hyun    |
| Nữ diễn viên truyền hình xuất sắc nhất thế giới    | Han Ye-seul     |
| Nam diễn viên điện ảnh xuất sắc nhất thế giới      | Chris Hemsworth |
| Nữ diễn viên điện ảnh xuất sắc nhất thế giới       | Naomi Watts     |
| Thành tựu trọn đời                                 | Mai Bảo Cửu     |

### Lần thứ 19
| Hạng mục                                                          | Người đoạt giải |
| ----------------------------------------------------------------- | --- |
| Hoa Đỉnh lần 19 diễn ra vào ngày 21 tháng 5 năm 2016 tại Thành Đô | |
| Nam diễn viên xuất sắc nhất                                       | Hoàng Bột (Chuyện cũ ở Thanh Đảo) |
| Nữ diễn viên xuất sắc nhất                                        | Mã Y Lợi (Bắc Thượng Quảng không tin vào giọt nước mắt) |
| Nam diễn viên xuất sắc nhất chủ đề cổ trang                       | Cao Vân Tường (Mị Nguyệt truyện) |
| Nữ diễn viên xuất sắc nhất chủ đề cổ trang                        | Tưởng Hân (Hoa tư dẫn - Tuyệt ái chi thành) |
| Nam diễn viên xuất sắc nhất chủ đề cận đại                        | Cận Đông (Kẻ Ngụy Trang) |
| Nữ diễn viên xuất sắc nhất chủ đề cận đại                         | Trịnh Sảng (Người đàn ông bắt được cầu vồng) |
| Nam diễn viên xuất sắc nhất chủ đề đương đại                      | Chu Á Văn (Bắc Thượng Quảng không tin vào giọt nước mắt) |
| Nữ diễn viên xuất sắc nhất chủ đề đương đại                       | Đồng Lệ Á (Thế giới bình thường) |
| Nam diễn viên phụ xuất sắc nhất                                   | Phạm Minh |
| Nữ diễn viên phụ xuất sắc nhất                                    | Vương Âu (Kẻ Ngụy Trang) |
| Nam diễn viên mới xuất sắc nhất                                   | Doãn Chính (Hãy nhắm mắt khi anh đến) |
| Nữ diễn viên mới xuất sắc nhất                                    | Vương Lệ Bình (Tháng ngày tươi đẹp) |
| Đạo diễn xuất sắc nhất                                            | Diêu Hiểu Phong (Mẹ Hổ Bố mèo) |
| Nhà sản xuất sắc nhất                                             | Tào Bình (Mị Nguyệt truyện) |
| Hãng phim truyền hình xuất sắc                                    | Đông Dương thị hoa nhân, Bắc Kinh Xuân Thiên dung hòa, Thượng Hải quán nhất, Tân Lệ, SMG Thượng Hải thượng thế, Chiết Giang Hoa Nghị huynh đệ, Hoa lục Bách nạp Bắc Kinh, Tập đoàn Hải Nhuận |
| Phim truyền hình xuất sắc nhất                                    | Lang Nha Bảng |
| Diễn viên được khán giả toàn quốc yêu thích                       | Vương Tử Văn, Huỳnh Duy Đức, Trương Triệu Huy, Trương Dao,Vương Diệu Khánh, Vương Hiểu Thần, Hoàng Bột, Mã Y Lợi, Hoàng Mạn, Cốc Trí Hâm                                                     |

### Lần thứ 20
- Kịch bản xuất sắc nhất của phim điện ảnh: Ngô Kinh, Lư Nghị, Đổng Quần, Cao Nham (Chiến lang)
- Diễn viên mới xuất sắc nhất: Lưu Hạo Nhiên (Thám tử phố Tàu)
- Đạo diễn mới xuất sắc nhất: Ngô Kinh
- Chỉ đạo diễn xuất xuất sắc nhất: Lý Trung Chí (Chiến Lang)
- Nữ diễn viên phụ xuất sắc nhất: Lý Viện (Cút ngay! U Quân)
- Nam diễn viên phụ xuất sắc nhất: Trương Tấn (Sát phá lang 2)
- Quay phim xuất sắc nhất: Lã Kiến Dân (Chiến lang), Lưu Hồng Đào (Chàng ngốc đổi đời), Tống Hiến Cường (Nhất cá chiến tử)
- Hãng phim xuất sắc nhất: Hoa Nghị huynh đệ
- Đạo diễn xuất sắc nhất: Quản Hổ (Lão pháo nhi)
- Nữ diễn viên xuất nhất: Tiểu Tống Giai (Bậc thầy võ thuật)
- Nam diễn viên xuất sắc nhất: Trần Kiến Bân (Nhất cá chiến tử)
- Thành tựu trọn đời: Ngọ Mã
- Phim điện ảnh xuất sắc nhất: Lão pháo nhi
- Phim 3D xuất sắc nhất: Bá Vương biệt cơ 3D

### Lần thứ 21
- Kịch bản phim điện ảnh quốc tế xuất sắc nhất: Drew Goddard, Andy Weir (Người về từ Sao Hỏa)
- Phim điện ảnh quốc tế xuất sắc nhất:  Người về từ Sao Hỏa
- Nữ diễn viên quốc tế xuất sắc nhất: Bryce Dallas Howard (Công viên khủng long 4)
- Chỉ đạo hành động xuất sắc nhất - phim điện ảnh quốc tế: Jeff Imada (Fast & Furious 7)
- Thành tựu trọn đời: Sylvester Stallone
- Jury Prize: Natalie Portman, Hilary Swank, Mel Gibson

### Lần thứ 22
- Nam diễn viên xuất sắc nhất (Cổ trang): Viên Hoằng
- Nữ diễn viên xuất sắc nhất (Cổ trang): N/a
- Nam diễn viên xuất sắc nhất chủ đề cận đại: Lục Nghị
- Nữ diễn viên xuất sắc nhất chủ đề cận đại: Kha Lam
- Nam diễn viên xuất sắc nhất (Phim đương đại): Hứa Á Quân
- Nữ diễn viên xuất sắc nhất (Phim đương đại): Mã Tô
- Nam diễn viên truyền hình xuất sắc nhất: Lý Dịch Phong
- Nữ diễn viên truyền hình xuất sắc nhất: Đường Yên
- Nam diễn viên phụ truyền hình xuất sắc nhất: Triệu Lập Tân
- Nữ diễn viên phụ truyền hình xuất sắc nhất: Trương Tử Phong
- Nghệ sĩ truyền hình mới xuất sắc nhất: Đàm Tùng Vận
- Kịch bản phim truyền hình xuất sắc nhất: Lý Tiêu, Trương Anh Cơ, Vu Miểu (Người đàn ông tuyệt vời)
- Đạo diễn phim truyền hình xuất sắc nhất: Uông Tuấn
- Phim truyền hình xuất sắc nhất: Tiểu biệt ly
- Top 10 phim truyền hình xuất sắc nhất: Tiểu biệt ly, Người đàn ông tuyệt vời, Thiếu Úy, Người phiên dịch, Quan hệ kiểu Trung Quốc, Lão cửu môn, Thanh Vân chí, Hoan Lạc Tụng, Nữ Y Minh phi truyện, Nếu ốc sên có tình yêu
- Jury Prize: Danh nghĩa nhân dân
- Diễn viên được khán giả toàn quốc yêu thích: Lê Diệu Tường, Quách Khả Doanh, Tào Hi Văn, Hầu Dũng, Hồ Tĩnh, Bạch Chí Địch, Trương Chí Kiên, Trương Khải Lệ, Đường Yên, Lý Dịch Phong

### Lần thứ 23
- Phim điện ảnh xuất sắc nhất do người hâm mô bình chọn: Chiến lang 2
- Phim điện ảnh xuất sắc nhất: Gia niên hoa
- Đạo diễn xuất sắc nhất: Ngô Kinh (Chiến lang 2)
- Nam diễn viên xuất sắc nhất: Ngô Kinh (Chiến lang 2)
- Nữ diễn viên xuất sắc nhất: Lâm Tâm Như (Hiến thân của kẻ tình nghi X)
- Nam diễn viên phụ xuất sắc nhất: Ngô Cương (Chiến lang 2)
- Nữ diễn viên phụ xuất sắc nhất: Sandrine Pinna (Yêu Linh Linh)
- Nữ diễn viên điện ảnh Trung Quốc mới xuất sắc nhất: Chung Sở Hy (Phương Hoa)
- Diễn viên điện ảnh Trung Quốc tiềm năng nhất: Vệ Thi Nhã
- Diễn viên điện ảnh thăng tiến nhất: Cổ Lực Na Trát
- Nhạc phim điện ảnh Trung Quốc xuất sắc nhất: Thể diện - Vu Văn Văn
- Phim tài liệu Trung Quốc xuất sắc nhất: 22
- Công ty sản xuất điện ảnh xuất sắc nhất Trung Quốc: Hoa Nghị huynh đệ
- Nhà sản xuất phim xuất sắc nhất Trung Quốc: Quan Hải Long, Trương Miêu
- Thành tựu trọn đời: Tần Phái

### Lần thứ 24 (diễn ra ngày 09/11/2018 tại Hong Kong)
- Nam chính xuất sắc nhất (Thị đế): Trương Gia Dịch (Cuộc Sống Tươi Đẹp)
- Nữ chính xuất sắc nhất (Thị hậu): Trần Số (Quán Cơm Hòa Bình)
- Nam Nữ phụ xuất sắc nhất: Lý Nãi Văn (Tiên Sinh Tình Yêu), Trương Quân Ninh (Quân Sư Liên Minh)
- Nữ chính xuất sắc nhất dòng phim cổ trang: Ngô Cẩn Ngôn (Diên Hi Công Lược)
- Nam Nữ chính xuất sắc nhất dòng phim dân quốc: Lôi Giai Âm (Quán Cơm Hòa Bình), La Hải Quỳnh (Phong Tranh)
- Nam Nữ chính xuất sắc nhất dòng phim hiện đại: Hoàng Cảnh Du (Kết ái - Mối tình đầu của Thiên Tuế đại nhân), Châu Lệ Kỳ (Tái Sáng Thế Kỷ)
- Phim hay nhất: Quán Cơm Hòa Bình
- Đạo diễn xuất sắc nhất: Lưu Giang (Quy Khứ Lai)
- Biên kịch xuất sắc nhất: Nhậm Bảo Như (Quy Khứ Lai)
- Thành tựu trọn đời: Trịnh Bội Bội

### Lần thứ 25 (diễn ra ngày 12/06/2019 tại Ma Cao)
- Nam chính xuất sắc nhất (Thị đế): Quách Phú Thành (Vô song)
- Nữ chính xuất sắc nhất (Thị hậu): Mã Y Lợi (Tìm được anh)
- Nam diễn viên phụ xuất sắc nhất: Trương Nghệ Hưng (Nhất xuất hảo kịch)
- Phim điện ảnh xuất sắc nhất khu vực Đài Loan: Dear Ex
- Phim điện ảnh xuất sắc nhất khu vực Hồng Kong: Nghịch lưu đại thúc
- Chế tác phim xuất sắc nhất: Vu Đông
- Đạo diễn mới Tân duệ (Thực lực): Tô Luân (Bạn Cùng Phòng Vượt Thời Gian)
- Nữ diễn viên phụ xuất sắc nhất: Chu Gia Di (Vô Song)
- Nữ diễn viên Tân duệ xuất sắc nhất: Tưởng Lộ Hà (Hành động hồng hải)
- Thành tựu trọn đời: Ngô Tư Viễn

### Lần thứ 26 (diễn ra ngày 10/12/2019 tại Ma Cao)
- Nữ diễn viên chính xuất sắc nhất phim truyền hình hiện đại: Vương Âu (Ký Ức Bắc Kinh)
- Nam diễn viên chính xuất sắc nhất phim truyền hình hiện đại: Cao Vỹ Quang
- Nữ diễn viên chính xuất sắc nhất phim truyền hình đương đại: Dương Tử (Cá Mực Hầm Mật)
- Nam Nữ diễn viên có trang phục cổ trang đẹp nhất: Tống Tổ Nhi (Cửu Châu Phiêu Miểu Lục), Trần Phi Vũ
- Nam diễn viên mới nổi xuất sắc nhất: Tiêu Chiến (Trần Tình Lệnh)
- Top 10 diễn viên truyền hình được yêu thích nhất trong nước: Trần Bảo Quốc, Huệ Anh Hồng, Tần Hải Lộ, Ngô Lỗi, Dịch Dương Thiên Tỉ, Vương Nhất Bác, Lôi Giai Âm, Điền Hải Dung

### Lần thứ 29 (diễn ra ngày 28/12/2020 tại Ma Cao)
- Nam diễn viên phụ xuất sắc nhất: Lưu Dịch Quân (Săn Cáo)
- Nữ diễn viên chính xuất sắc nhất phim truyền hình đương đại: Mao Hiểu Đồng (30 Chưa Phải Là Hết)
- Nam Nữ diễn viên chính xuất sắc nhất phim truyền hình cổ trang: Cao Vỹ Quang (Tam sinh tam thế: Chẩm Thượng Thư) và Đàm Tùng Vận (Cẩm Y Chi Hạ)
- Phim truyền hình hay nhất: Cây Đinh Ba
- Top 10 diễn viên truyền hình được yêu thích nhất trong nước: Lý Trạch Phong, Đàm Tùng Vận, Cao Vỹ Quang,...